# لئون همل
لئون همل (انگلیسی: Leon Hammel؛ زادهٔ ۲۴ آوریل ۱۹۹۶) بازیکن فوتبال اهل آلمان است.
از باشگاه‌هایی که در آن بازی کرده‌است می‌توان به باشگاه فوتبال آینتراخت فرانکفورت اشاره کرد.